# Iran-Contra-Affäre
Die Iran-Contra-Affäre, in Anlehnung an die Watergate-Affäre auch Irangate (abgeleitet vom Landesnamen Iran) genannt, war ein politischer Skandal während der Amtszeit von US-Präsident Ronald Reagan.

## Waffengeschäfte
Von der Reagan-Regierung wurden Einnahmen aus geheimen Waffenverkäufen an die Islamische Republik Iran an die rechtsgerichtete Guerilla-Bewegung der Contras in Nicaragua weitergeleitet, um sie im Contra-Krieg gegen die sandinistische Regierung zu unterstützen. Zum einen war die Unterstützung der Contras ein klarer Verstoß gegen einen entsprechenden US-Kongressbeschluss (Boland-Amendment), zum anderen war das Geld ursprünglich zum Freikauf US-amerikanischer Geiseln im Libanon vorgesehen. Im Zeitraum vom 20. August 1985 bis zum 28. Oktober 1986 wurden insgesamt 2.515 TOW-Systeme sowie 258 HAWK-Systeme bzw. deren Teile, auch via Israel, an den Iran geliefert. Die Transporte wurden überwiegend von zivilen Fluggesellschaften, wie beispielsweise Southern Air Transport oder St. Lucia Airways, ausgeführt.
Dies war auch deshalb in mehrerer Hinsicht innen- und geopolitisch problematisch, weil der Iran seit der mehr als einjährigen Geiselnahme von 52 amerikanischen Bürgern während der Revolution 1979 als mit den USA verfeindeter Staat galt. Gleichzeitig führte der Irak Krieg gegen den Iran, bei dem die USA tendenziell, wenn auch nicht offiziell, den Irak unter Saddam Hussein unterstützten.

## Drogenschmuggel
In den Anhörungen zu der Affäre im US-Kongress kam auch ans Licht, dass die Contras über Jahre mehrere Tonnen Kokain in die USA geschmuggelt hatten und die CIA diese Aktivitäten kannte und duldete. Aus den Erlösen des Drogenverkaufs finanzierten die paramilitärischen Contra-Verbände ihren Kampf gegen die linksgerichtete Regierung der Sandinisten. Bei der Aufdeckung tat sich besonders US-Senator John Kerry hervor, der auch eine eigene Untersuchungskommission zu den Drogenhandelsverbindungen von US-Behörden leitete.
Obwohl diese illegalen Aktivitäten ebenso gravierend waren wie die Waffengeschäfte mit dem verfeindeten Iran, spielen sie bis heute in der öffentlichen Wahrnehmung der Affäre kaum eine Rolle. 1996 beschrieb der Enthüllungsjournalist Gary Webb in der umstrittenen Artikelserie Dark Alliance detailliert, wie die großen Mengen an Kokain vor allem in den Ghettos von Los Angeles auf den Markt gebracht worden seien. Webbs Darstellungen wurden jedoch vielfach kritisiert und teilweise widerlegt.

## Nachwirkungen
Die USA wurden vom Internationalen Gerichtshof in Den Haag wegen militärischer und paramilitärischer Aktivitäten in und gegen Nicaragua schuldig gesprochen (Nicaragua v. United States of America). In einer Resolution forderte die UNO-Generalversammlung die USA auf, das Gerichtsurteil anzuerkennen. Nur die USA, Israel und El Salvador stimmten gegen die Resolution. Nachdem die Regierung Nicaraguas 1990 abgewählt worden war und die USA drohten, Hilfszahlungen an das Land einzustellen, gab die Nachfolgeregierung alle Ansprüche aus dem Urteil auf.

## Resultate der Untersuchung

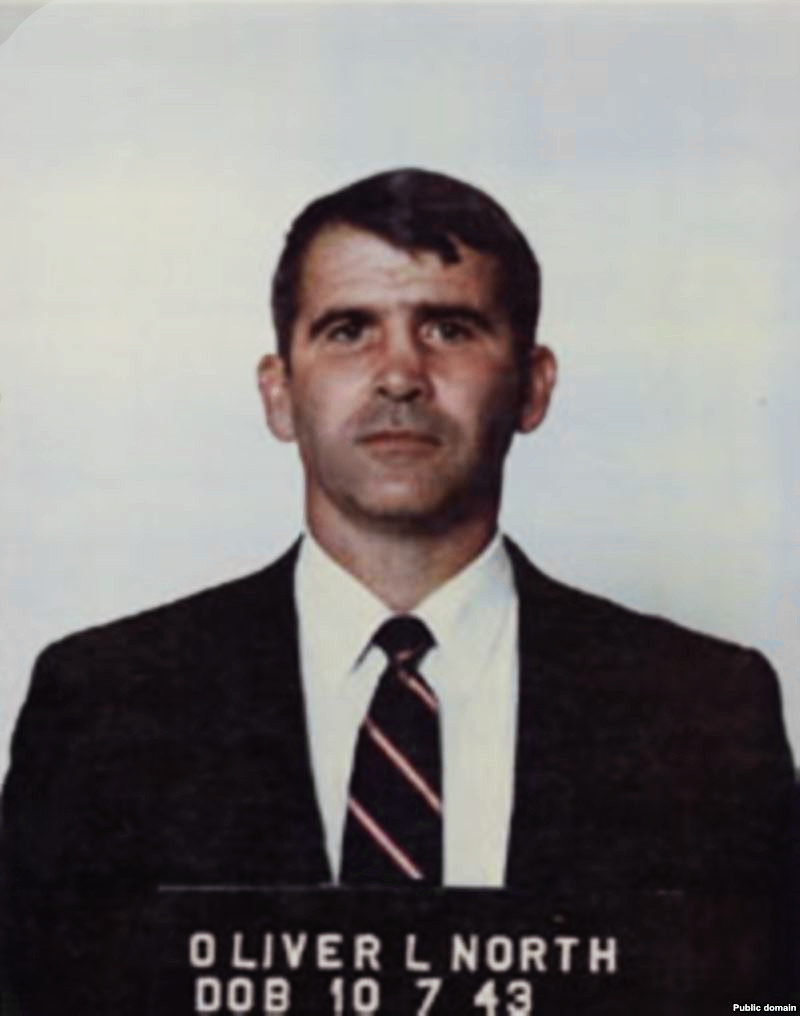
Lieutenant Colonel Oliver North, US Marine Corps

Inwieweit Präsident Reagan und Vizepräsident George Bush in die Iran-Contra-Affäre verwickelt waren, konnte durch die beauftragte Untersuchungskommission nie ganz geklärt werden. Reagan selbst machte keine Aussagen dazu und erklärte immer, er könne sich an nichts erinnern. Donald Rumsfeld war zu Zeiten der Affäre spezieller Beauftragter für den Nahen Osten. Eine Schlüsselrolle spielte der damalige CIA-Direktor William Joseph Casey. Aufgrund seines schlechten Gesundheitszustands kam es nie zu seiner Verurteilung. Casey starb am 6. Mai 1987 in New York.
Die offizielle Verantwortung für die illegalen Aktivitäten in der Affäre wurde dem bis dahin eher unbedeutenden Lieutenant Colonel Oliver North zugeschrieben, der im Weißen Haus als Mitglied des Nationalen Sicherheitsrats für die Koordination verdeckter Operationen zuständig war. Trotz offensichtlicher Lügen vor dem Untersuchungsausschuss und nachgewiesener schwerer Vergehen – so hatte er versucht, sämtliche belastende E-Mails der Reagan-Regierung zu löschen – gelang es North, die Affäre trotz gerichtlicher Verurteilung wegen eines juristischen Verfahrensfehlers als freier Mann zu überstehen. Er gewann in der Folge eine Art Kult-Status bei den amerikanischen Konservativen und war bis April 2019 Präsident der National Rifle Association, Vortragsredner sowie Autor zahlreicher Bücher. Sechs der höchstrangigen Beteiligten wurden von Präsident George H. W. Bush begnadigt, darunter Ex-Verteidigungsminister Caspar Weinberger und der ehemalige Sicherheitsberater Robert McFarlane. Kritische Stimmen in der US-Öffentlichkeit vermuteten, dass damit weitere Untersuchungen, auch zu Bushs eigener Rolle als Vizepräsident der Regierung Reagan, verhindert werden sollten.
Andere wichtige Personen, die in den Skandal verwickelt waren, sind Otto Reich, John Poindexter, Ari Ben-Menashe, David M. Abshire, Akbar Hāschemi Rafsandschāni, Manucher Ghorbanifar, Adnan Khashoggi und Manuel Noriega.

## Übersicht über die wichtigsten Personen
1. Verteidigungsminister Caspar Weinberger wurde von George H. W. Bush begnadigt.
2. Elliott Abrams bekannte sich schuldig. Er wurde zu zwei Jahren Haft auf Bewährung und 100 Stunden gemeinnütziger Arbeit verurteilt. 1992 wurde er von George H. W. Bush zusammen mit fünf anderen Verurteilten der Iran-Contra-Affäre begnadigt. Im Januar 2019 wurde er zum Sonderbeauftragten des US-Außenministers für den Machtkampf in Venezuela ernannt.[9]
3. Sicherheitsberater Robert McFarlane bekannte sich schuldig. Er wurde zu zwei Jahren Gefängnis auf Bewährung sowie 200 Stunden gemeinnütziger Arbeit und einer Strafe von 20.000 US-Dollar verurteilt.[9] Er wurde von George H. W. Bush begnadigt.[10]
4. Alan D. Fiers war Chef der Central American Task Force der CIA. 1991 wurde er angeklagt, Information dem Kongress aktiv vorenthalten zu haben. Er wurde zu einem Jahr auf Bewährung und 100 Stunden gemeinnütziger Arbeit verurteilt. Er wurde von George H. W. Bush begnadigt.[9][11]
5. Richard R. Miller, Partner von North bei IBC, wurde wegen Betruges zu Lasten der USA verurteilt.[9][12]
6. Clair George, Chef der Division of Covert Operations der CIA unter Präsident Reagan. George wurde für schuldig befunden, 1986 zweimal Untersuchungsausschüsse des Kongresses belogen zu haben. Er wurde von George H. W. Bush begnadigt.[9][11][13]
7. Richard Secord wurde wegen neun Kapitalverbrechen angeklagt, unter anderem, dass er den Kongress angelogen habe. Er plädierte auf schuldig.[9][14]
8. Thomas G. Clines, Mitarbeiter der CIA. Er wurde für schuldig befunden, illegale Zahlungen vorgenommen zu haben. Er wurde zu 16 Monaten Haft und 40.000 Dollar Geldstrafe verurteilt. Er war der einzige, der seine Haft absaß.[15]
9. Carl R. Channel – Office of Public Diplomacy. Er plädierte auf schuldig hinsichtlich des Vorwurfes, die USA betrogen zu haben.[9][12]
10. John Poindexter, Reagans nationaler Sicherheitsberater, wurde wegen Verschwörung, Falschaussage vor dem Kongress, Behinderung der Justiz und zwei weiterer Anklagepunkte für schuldig befunden. Wegen Verfahrensfehlern wurde das Verfahren eingestellt.[9][16]
11. Oliver North wurde in 16 Punkten angeklagt[9][17] und zu drei Jahren Haft auf Bewährung und 150.000 $ Geldstrafe verurteilt. Das Urteil wurde wegen Verfahrensfehlern aufgehoben; zu einer erneuten Verurteilung kam es nicht.
12. Duane R. Clarridge, Senior Operations Officer der CIA (Republikanische Partei), wurde von George H. W. Bush begnadigt.
13. Albert Hakim plädierte auf schuldig, die Zahlungen an North veranlasst zu haben.
14. Joseph F. Fernandez wurde in vier Punkten wegen Täuschung und Falschaussage angeklagt. Das Verfahren wurde eingestellt, als Staatsanwalt Richard L. Thornburgh Zugang zu geheimen Akten verweigert wurde.